# Плейль, Рудольф
Рудольф Плейль (7 июля 1924 года — 16 февраля 1958 года) — немецкий серийный убийца, насильник, грабитель, вор и мошенник совершивший с соучастниками серию зверских убийств.

## Биография
Родился 7 июля 1924 года в Саксонии. Был третьим ребенком в семье. У него была старшая сестра и брат. Однако брат умер еще до рождения Рудольфа.
Его отец был заводским рабочим и членом Коммунистической партии Германии. С детства Плейль страдал эпилепсией. В июле 1934 его отец был арестован нацистами за связь с КПГ. Вскоре по «закону о предупреждении врожденных заболеваний»,  его старшая сестра была стерилизована, так как страдала эпилепсией. В возрасте 13 лет у Плейля произошла с ней половая связь, которая стала его первым сексуальным опытом.
В 1939 году в возрасте 15 лет, Плейль убежал из дома и начал бродяжничать по стране, подрабатывая батраком. Летом 1940 года был взят юнгой на торговый корабль. Однако проработал лишь несколько месяцев и был арестован за кражу. Просидел год в тюрьме. 26 октября 1943 года был признан негодным к службе в Вермахте, из-за эпилепсии, на следующий день должен был пройти процедуру стерилизации, но здание было разрушено при авианалете на город и про него забыли. Позже работал официантом.
В начале 1945 года мобилизован в Фольксштурм, однако вскоре арестован за попытку дезертирства и направлен в трудовой лагерь, где, по собственным словам, от отсутствия еды, убил и съел двух кошек. Освобожден Красной Армией вместе с другими заключенными весной 1945 года. В том же году вернулся в родной городок, где вступил в «народную милицию», состоящую из местных жителей, патрулирующих улицы после наступления темноты. По собственным словам, именно тогда он совершил первое в жизни убийство, застрелив пьяного советского солдата, пытавшегося заниматься мародерством в одном из домов. По собственному признанию ему тогда очень понравилось испытанное чувство, при виде конвульсий умирающего солдата. Однако он сумел избежать наказания за это преступление, так как местные жители помогли зарыть тело в лесу.
В конце 1945 года Плейль женился на местной жительнице и завел ребенка. Однако где-то в это же время он, по собственным словам, понял, что«не может до конца удовлетворить свои сексуальные желания с женой», и начал вечерами нападать на одиноких девушек и женщин, которых насиловал. Однако ни одна из жертв не подала заявление в полицию.
В начале 1946 года он устроился на работу в торговую фирму и переехал с семьей  в Цорге.

## Преступления
В то же время он с двумя сообщниками Карлом Хофманом и Конрадом Шеслером тайно организовал своего рода бизнес, за деньги помогая местным жителям перейти границу между Советской зоной оккупации и британской и наоборот. Позже полиция установила, что за период с середины 1946 по начало 1947 года Плейль с сообщниками помогли незаконно перейти границу более чем семидесяти людям. При этом ими были совершены многочисленные ограбления, и по меньшей мере изнасилования и убийства 12 женщин.
Наконец в ночь с 13 на 14 апреля 1947 года Плейль с целью ограбления зарубил топором в лесу недалеко от Цорге 52-летнего бизнесмена, приехавшего из Гамбурга — Германа Беннена. Однако он допустил ошибку, в результате чего полицейским удалось выйти на его след. Уже утром 18 апреля 1947 года Плейль был арестован в своем доме, где полицейские также обнаружили некоторые расчелененные части тела Беннена, от которых Плейль не успел избавиться.
В 1947 году Плейля приговорили к 12 с половиной годам тюрьмы за это убийство.  За годы тюремной отсидки Плейль прославился жестоким отношением к сокамерникам. Со временем Плейль, желая прославиться, признался в убийствах женщин, в которых его никто не подозревал. Плейль убивал женщин, насиловал их и грабил. Некоторые убийства совершил с сообщниками. Сам же Плейль признался в убийствах 26 женщин, из которых были доказаны 9. Смертная казнь в ФРГ на тот момент была отменена и Плейль с сообщниками был приговорён к пожизненному заключению. Рудольф Плейль покончил с собой 16 февраля 1958 года в тюрьме.

### Жертвы[1]
- Эрика М., 32 года. Была изнасилована, ограблена и убита ударами по голове.
- Неизвестная, около 25 лет. Была убита молотком, изнасилована и ограблена. Обнаружена недалеко от лесной дороги 19 июля 1946 года.
- Неизвестная, 20—25 лет. Тяжёлое повреждение черепа и глубокая резаная рана горла. Была сброшена на дно семиметрового колодца возле железнодорожной станции. Обнаружена 20 августа 1946 года.
- Инга X., 23 года. Была изнасилована, убита булыжником. Обнаружена в подлеске у проселочной дороги 4 сентября 1946 года.
- Фрау X., 25 лет. Была обнаружена в лесу 9 ноября 1946 года, спустя месяц после исчезновения.
- Криста 3., 25 лет. Была убита ударами по голове подковой. Была обнаружена в ноябре 1946 года.
- Маргот М., 20 лет. Была убита ударами тупым предметом по голове. Была обнаружена 17 января 1947 года.
- Фрау Ш., 49 лет. Смерть от тяжелого повреждения черепа, сделанные железным прутом, и изнасилование. Была найдена в лесу под штабелем дров в феврале 1947 года.
- Неизвестная девушка. В начале марта 1947 года был найден её череп.
- В ночь с 13 на 14 апреля 1947 года недалеко от Цорге с целью ограбления был убит топором 52-летний бизнесмен Герман Беннен из Гамбурга.

Все эти убийства совершил Рудольф Плейль, иногда один, в некоторых случаях с сообщниками.